# Aansluiting maritime est du port du Havre
De Aansluiting maritime est du port du Havre is een Franse spoorlijn van Harfleur naar de Terminal de Normandie in de haven van Le Havre. De lijn is 28,2 km lang en heeft als lijnnummer 341 116.
De lijn vormt de centrale as door het oostelijke havengebied van Le Havre om het Grand Canal du Havre heen en telt een groot aantal industriële aansluitingen.

## Aansluitingen
In de volgende plaatsen is of was er een aansluiting op de volgende spoorlijnen:
Harfleur
RFN 341 300, raccordement maritime van Le Havre
Pont Rouge
RFN 341 315, raccordement van Pont-Rouge
Terminal de Normandie
RFN 341 118, aansluiting maritime de la CFR du port du Havre

## Elektrische tractie
De lijn werd tot aan het Plateforme multimodale du Havre geëlektrificeerd met een spanning van 25.000 volt 50 Hz.